# フェルミン・トルエバ
フェルミン・トルエバ（Fermin Trueba、1914年8月26日 - 2007年5月1日）は、スペイン、トレラベーガ出身の自転車競技（ロードレース）選手。

## 来歴
4人兄弟全て自転車競技選手。当人は末弟。次兄のビセンテは1933年のツール・ド・フランスで初代山岳賞獲得者として名を刻む。
1934年
- スビタ・ア・サント・ドミンゴ 優勝
- ブエルタ・ア・アラバ 優勝

1935年
- スビタ・ア・アラントサス 総合優勝

1936年
- ブエルタ・ア・エスパーニャ 区間1勝(第19)、総合9位

1938年
- スペイン選手権 プロ・ロードレース 優勝
- スビタ・ア・サント・ドミンゴ 優勝
- シルクイト・サンディネロ 優勝

1939年
- クラシカ・ア・ロス・プエルトス・デ・グアダラマ 優勝
- スビタ・ア・サント・ドミンゴ 優勝
- カタルーニャ一周 総合3位

1940年
- スペイン選手権 プロ・ヒルクライム 優勝
- スビタ・ア・サント・ドミンゴ 優勝
- ブエルタ・ア・カンタブリア 総合優勝

1941年
- シルクイト・デル・ノルテ 総合優勝
- スペイン選手権 プロ・ヒルクライム 優勝
- ブエルタ・ア・エスパーニャ
  - 山岳賞
  - 区間2勝(第8、14)
  - 総合2位

1942年
- スペイン選手権 プロ・ヒルクライム 優勝
- スビタ・ア・サント・ドミンゴ 優勝
- スビタ・アル・ナランコ 優勝

1943年
- シルクイト・カスティーリャ・レオン・アストゥリアス 総合優勝
- スビタ・ア・サント・ドミンゴ 優勝

1944年
- スペイン選手権 プロ・ヒルクライム 優勝
- スビタ・ア・アラントサス 総合優勝

1945年
- スビタ・アル・ナランコ 優勝
- シルクイト・サルディネロ 優勝

1946年
- スビタ・アル・ナランコ 優勝